# DNA-Mismatch-Reparaturproteine
DNA-Mismatch-Reparaturproteine (auch: DNA-Basenfehlpaarungsreparatur-Proteine, MMR-Proteine) sind Proteine in nahezu allen Lebewesen, die eine Fehlpaarung in DNA-Doppelsträngen erkennen und herausschneiden können. Der Reparaturvorgang wird durch normale, auch in der Replikation benutzte Enzyme abgeschlossen. Die MMR-Proteine werden in zwei Gruppen MutS und MutL eingeteilt, die jeweils für Erkennung und Inzision der falschen Base verantwortlich sind. Die folgende Exzision wird von einer speziellen Exonuklease bewerkstelligt. Die Prozesse sind allgemein ein Teil der DNA-Reparatur.
Beim Menschen sind fünf MutS-Homologe und drei MutL-Homologe bekannt.
Heterozygote Mutationen in den codierenden Genen sind die Ursache für erbliche Darmkrebs-Anfälligkeit (Hereditäres non-polypöses kolorektales Karzinom, HNPCC). Biallele Mutationen führen zum bereits im Kindesalter auftretendem Mismatch-Reparatur-Defizienz-Syndrom.
| Protein | Gen (HGNC) | UniProt | Länge (AA) | Bemerkungen                                                                      |
| ------- | ---------- | ------- | ---------- | -------------------------------------------------------------------------------- |
| Msh2    | MSH2       | P43246  | 934        | HNPCC1, HNPCC8, Muir-Torre-Syndrom, Anfälligkeit für Endometriumkarzinom         |
| Msh3    | MSH3       | P20585  | 1137       | Anfälligkeit für Endometriumkarzinom                                             |
| Msh4    | MSH4       | O15457  | 936        | Spezifische Funktion bei Meiose in Eierstöcken und Hoden                         |
| Msh5    | MSH5       | O43196  | 834        | Spezifische Funktion bei Meiose                                                  |
| Msh6    | MSH6       | P52701  | 1360       | HNPCC5, Anfälligkeit für Endometriumkarzinom                                     |
| Mlh1    | MLH1       | P40692  | 756        | HNPCC2, Turcot-Syndrom, Muir-Torre-Syndrom, Anfälligkeit für Endometriumkarzinom |
| Mlh3    | MLH3       | Q9UHC1  | 1453       | HNPCC7                                                                           |
| PMS2    | PMS2       | P54278  | 862        | HNPCC4, Turcot-Syndrom                                                           |